# Júlio Lóssio
Júlio Emílio Lóssio de Macedo (Manaus, 22 de agosto de 1971) é um médico oftalmologista e político brasileiro, filiado ao Partido da Social Democracia Brasileira (PSDB).
Foi Prefeito de Petrolina por dois mandatos (2009-2012) e (2013-2016). Em 2018 se candidatou ao cargo de Governador de Pernambuco pela REDE (Rede Sustentabilidade), obtendo 176.492 votos, totalizando assim 4,67% dos votos válidos. Ficando na 4 (quarta) posição.

## Vida
Nasceu em Manaus, Amazonas, filho de um engenheiro e uma professora. Quando tinha quase dois anos de idade ficou órfão de pai, e sua mãe decidiu ir morar na cidade do interior do Ceará chamada Jardim, lá ele cresceu e estudou até seus 14 anos, pois se mudou de Jardim para Recife e foi nesta cidade que começou seus estudos em medicina.
Casado com Andréa Lóssio e pai de três filhos (Júlio Filho, Júlia e João Victor), formou-se em medicina na UFPE (Universidade Federal de Pernambuco).

## Carreira política
Júlio Lóssio foi candidato ao governo de Pernambuco nas eleições de 2018, pela REDE, ficando em 4.º lugar com cerca de 4% dos votos válidos. Durante a campanha, ele foi acusado de prática de infidelidade partidária, uma vez que o mesmo recebeu apoio de diferentes candidatos, alguns deles filiados ao então candidato à Presidência da República, Jair Bolsonaro. Porém, a REDE solicitou a cassação sem permitir que Júlio se justificasse judicialmente. Por esse motivo, sua candidatura permaneceu.

## Gestão na prefeitura
Em sua gestão, coordenou em Petrolina o programa do Governo Dilma Rousseff conhecido como Minha Casa, Minha Vida. Na saúde, inauguriou diversas unidades de Atendimento Multiprofissional Especializado (AME). Realizou também um processo de regularização fundiária, visando conceder aos moradores de áreas irregulares o direito de serem donos dos espaços onde residem.

## Livros
- Meus Bichinhos da Caatinga (2015), escrito juntamente com Ana Barros.[11]